# Міжконтинентальний кубок з футболу 1985
Міжконтинентальний кубок з футболу 1985 — 24-й розіграш Міжконтинентального кубка. У матчі зіграли переможець Кубка європейських чемпіонів 1984—1985 італійський «Ювентус» та переможець Кубка Лібертадорес 1985 аргентинський «Архентінос Хуніорс». Гра відбулася на стадіоні Національному стадіоні у Токіо 8 грудня 1985 року. За підсумками гри титул володаря Міжконтинентального кубка вперше здобув «Ювентус».

## Команди
| Команда            | Кваліфікація                                      | Попередні участі* |
| ------------------ | ------------------------------------------------- | ----------------- |
| Ювентус            | переможець Кубка європейських чемпіонів 1984—1985 | 1973              |
| Архентінос Хуніорс | переможець Кубка Лібертадорес 1985                | -                 |

* жирним позначено переможні роки.

## Матч
| 8 грудня 1985 |

| Ювентус                        | 2:2 дч   | Архентінос Хуніорс    |
| ------------------------------ | -------- | --------------------- |
| Платіні 63' (пен.) Лаудруп 82' | Протокол | Ерерос 55' Кастро 75' |

| Національний стадіон, Токіо Глядачів: 62 000 Арбітр: Фолкер Рот |

|                                             |     | Пенальті                          |  |
| Бріо · Кабріні · Серена · Лаудруп · Платіні | 4:2 | Ольгін · Батіста · Лопес · Павоні |  |

| Ювентус | Архентінос Хуніорс |

| В                   |  | Стефано Такконі      |  |     |
| З                   |  | Лучано Фаверо        |  |     |
| З                   |  | Сержіо Бріо          |  |     |
| З                   |  | Гаетано Ширеа        |  | 64' |
| З                   |  | Антоніо Кабріні      |  |     |
| ПЗ                  |  | Массімо Мауро        |  | 78' |
| ПЗ                  |  | Массімо Боніні       |  |     |
| ПЗ                  |  | Ліонелло Манфредонія |  |     |
| ПЗ                  |  | Мішель Платіні       |  |     |
| Н                   |  | Мікаель Лаудруп      |  |     |
| Н                   |  | Альдо Серена         |  |     |
| Заміни:             |  |                      |  |     |
| З                   |  | Стефано Піолі        |  | 64' |
| Н                   |  | Массімо Бріаскі      |  | 78' |
| Тренер:             |  |                      |  |     |
| Джованні Трапаттоні |  |                      |  |     |

| В          |  | Енріке Відальє      |  |      |
| З          |  | Кармело Вільяльба   |  |      |
| З          |  | Хосе Луїс Павоні    |  |      |
| З          |  | Адріан Доменек      |  |      |
| З          |  | Еміліо Комміссо     |  | 82'  |
| ПЗ         |  | Хорхе Ольгін        |  |      |
| ПЗ         |  | Серхіо Батіста      |  |      |
| ПЗ         |  | Маріо Відела        |  |      |
| Н          |  | Хосе Антоніо Кастро |  |      |
| Н          |  | Карлос Ерерос       |  | 117' |
| Н          |  | Клаудіо Боргі       |  |      |
| Заміни:    |  |                     |  |      |
| ПЗ         |  | Хуан Хосе Лопес     |  | 117' |
| ПЗ         |  | Ренато Корсі        |  | 82'  |
| Тренер:    |  |                     |  |      |
| Хосе Юдіка |  |                     |  |      |